# 部分的霊感説
部分的霊感説（ぶぶんてきれいかんせつ）とは、聖書の霊感論の一つで、聖書の宗教的な事柄についてのみ霊感が及んでおり、科学や歴史の分野では聖書に誤りがあるとする説。十全霊感と対立する。
進化論など近代科学で聖書を解釈し、聖書に間違いがあると考える所から部分霊感説が出てくると指摘されている。
ジョン・グレッサム・メイチェンは『キリスト教とは何か』の中で、部分霊感はイエス・キリストの聖書観と違うと述べている。